# Revine Lago
Revine Lago település Olaszországban, Veneto régióban, Treviso megyében. Lakosainak száma 2094 fő (2023. január 1.). Revine Lago Cison di Valmarino, Tarzo, Vittorio Veneto, Limana és Borgo Valbelluna községekkel határos.

## Népesség
A település népességének változása:
| Lakosok száma | 2198 | 2162 | 2094 |
|               | 2017 | 2018 | 2023 |